# カイル・バートリー
カイル・ルイス・バートリー（Kyle Louis Bartley, 1991年5月22日 - ）は、イングランド・マンチェスター出身の元サッカー選手。現役時代のポジションはDF。

## 経歴
2007年夏の移籍市場でボルトン・ワンダラーズFCからアーセナルFCに移籍した大型CB。190cmと長身ながらスピードもあり、足元の技術も高く正確なフィードを持ち味とする。2010年2月からシェフィールド・ユナイテッドFCへレンタル移籍。2011年2月から今度はレンジャーズFCへレンタル移籍した。2012年8月、スウォンジー・シティAFCへ移籍。2013年7月、バーミンガム・シティFCへレンタル移籍。
2018年7月16日、ウェスト・ブロムウィッチ・アルビオンFCに移籍した。
2025年8月8日、現役引退を表明した。

## 所属クラブ
- 2007-2012  アーセナルFC

→2010.2-2011.1  シェフィールド・ユナイテッドFC (loan)
→2011.2-6  レンジャーズFC (loan)
→2011.8-2012.6  レンジャーズFC (loan)
- 2012-2018  スウォンジー・シティAFC

→2013-2014  バーミンガム・シティFC (loan)
→2016-2017  リーズ・ユナイテッドAFC (loan)
- 2018-2025  ウェスト・ブロムウィッチ・アルビオンFC

## タイトル
クラブ
アーセナルFC
- プレミアアカデミーリーグ 2008-09
- FAユースカップ 2008-09

スウォンジー・シティAFC
- フットボールリーグカップ 2012-13